# Foni Bintang Karanai
Foni Bintang Karanai är ett distrikt i Gambia. Det ligger i regionen West Coast, i den västra delen av landet, 50 km sydost om huvudstaden Banjul. Antalet invånare var 17 119 vid folkräkningen 2013. Den största orten då var Sibanorr.